# 異蝦
異蝦（學名：Amphionides reynaudii）是一個小型（小於一英寸長）的浮游甲殼類動物，分佈於全球的热带海洋。本物種的幼體棲息於淺海裡，但成長後會轉往較深的海裡生活。過往由於科學家只見過本物種的幼體，所以一直以為本物種是蝦的近親。當1969年該物種的成年體被觀察到，本物種於1973年被歸入一個獨立的目級分類，成為當時真蝦總目之下三個目的其中之一，只含有一個科、一個屬和一個物種。根據WoRMS，本物種現時已被重新分類到十足目之下的真蝦下目。

## 形態描述
異蝦成長後體長不超過25 mm（1.0英寸）。從形態學的角度來看，異蝦的形態比較異常，因為牠們的多個身體部位都縮少了、甚或消失了。

## 分佈及生態
異蝦在熱帶海洋中具有世界性分佈。這些物種在其幼體時均為浮游生物，棲息於水深不超過100米（330英尺）的海洋；但當成長了以後，通常都棲息於較深的700—1,700米（2,300—5,600英尺）位置。

## 分類
異蝦本來於1904年被卡爾·威廉·埃里希·齊默爾描述時，動物學家看到的只是牠們的幼體，當時被認為是虾的一種。直到1969年，其成長型態才被描述。1973年，由唐納德·威廉姆森（Donald I. Williamson）將本物種獨立出來成為自己一個目。
本物種的种加词reynaudii由亨利·米爾·愛德華命名，以紀念他的一位朋友，而估計這位朋友就是弗朗索瓦·多米尼克·雷諾德, 德蒙托西爾伯爵。本屬由亨利·米爾·愛德華命名時本來叫作Amphion，但這個名稱早在1819年就為Hübner用了來命名天蛾科的一個屬 Amphion (moth)。

## 延伸閱讀
- Henri Milne-Edwards.  [Note on a new genus of crustaceans of the order Stomatopoda]. Annales de la Société Entomologique de France. 1833, 1: 336–340  [2019-02-07]. （原始内容存档于2019-02-09） （法语）.
- Poul Heegaard.  (可移植文档格式). Dana Report. 1969, 77: 1–82  [2013-02-15]. （原始内容存档 (PDF)于2014-05-12）.